# Буроклиновий спосіб видобування каменя
Буроклиновий спосіб видобування каменю (рос. буроклиновой способ добычи камня, англ. wedgedrill output, stripping output; нім. Keillochbohren n) — спосіб відділення від масиву блоків гірських порід шляхом попереднього оббурювання уступу шпурами і подальшого відколювання клинами.
Буроклиновий спосіб видобування каменя відомий з найдавніших часів. Імовірно, що саме таким способом в Стародавньому Єгипті отримували блоки для спорудження пірамід.
Буроклиновий спосіб видобування каменя використовується сьогодні при розробці родовищ облицювального каменю, міцних порід, рідше — порід сер. міцності.
Застосовується в комплексі з інш. механізованими способами відділення блоків від масиву: каменерізним, термічним і т. д.